# Songkhla United FC

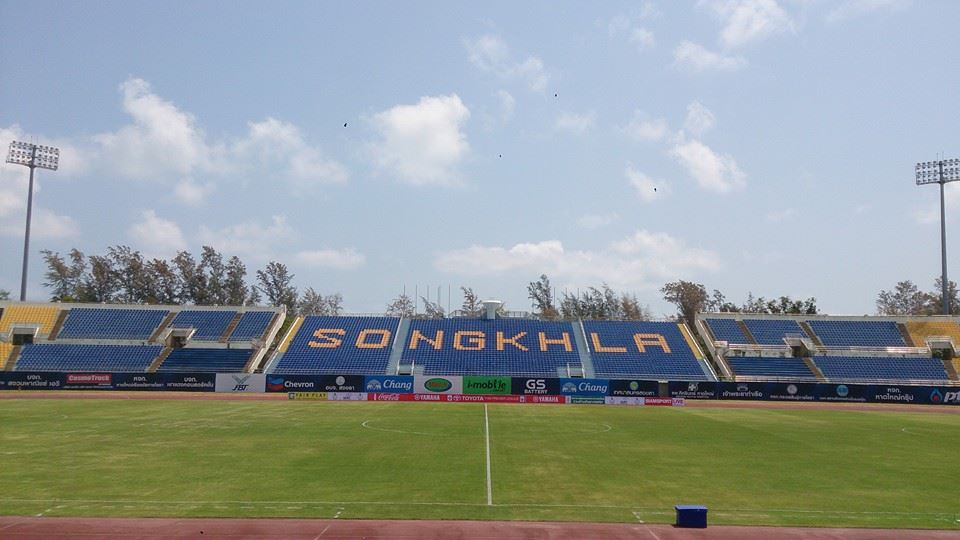
El Tinsulanon Stadium con capacidad para 30.102 espectadores es la sede del club.

El Songkhla United FC (en tailandés: สโมสรฟุตบอลสงขลา ยูไนเต็ด) es un equipo de fútbol de Tailandia que juega en la Primera División de Tailandia, la segunda liga de fútbol más importante del país.

## Historia
Fue fundado en el año 2009 en la Provincia de Buriram con el nombre Buriram FC (en tailandés: สโมสรฟุตบอลบุรีรัมย์) por Karuna Chidchob, quien fue su primer presidente. 
El 9 de enero del 2012, el dueño del Buriram United FC Newin Chidchob adquirió los derechos del club cuando ascendió a la Liga Premier de Tailandia, pero éste le vendió los derechos al Songkhla FC como una ayuda para la región sur de Tailandia, la cual no contaba con un equipo en la máxima categoría.
El equipo fue trasladado a la Provincia de Songkhla y cambió su nombre por el de Wachon United, hasta que en el 2013 cambiaron su nombre por el actual.

## Palmarés
- Primera División de Tailandia: 1

2012
- Liga Regional División 2: 1

2010